# Provincia de Govi-Altay
La aymag de Govĭ-Altay (mongol: Говь-Алтай аймаг) es una de las 21 aymags (provincias) de Mongolia. Está situada en el oeste del país, del cual toma una extensión de 141 447 kilómetros cuadrados, para una población total de 63 673 habitantes (datos de 2000). Su capital es Altái.